# Shlomo Carlebach

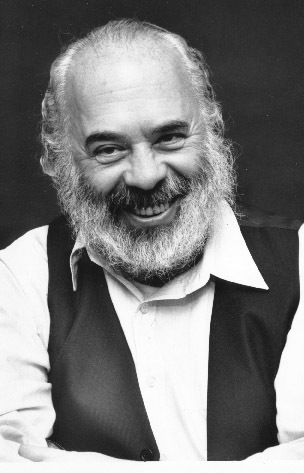
Shlomo Carlebach

Shlomo Carlebach (hebräisch שלמה קרליבך, von seinen Anhängern Reb Shlomo und Rabbi Shlomo genannt; geboren am 14. Januar 1925 in Berlin; gestorben am 20. Oktober 1994) war ein deutsch-amerikanischer orthodoxer Rabbiner, der vor allem als Komponist und Sänger von religiösem Folkrock bekannt wurde.

## Leben
Shlomo Carlebach stammt aus einer bedeutenden deutschen Rabbinerfamilie. Seine Großeltern Salomon Carlebach und Esther Carlebach begründeten in Lübeck mit ihren zwölf Kindern und deren Nachkommen eine Rabbinerdynastie, die in Deutschland, Großbritannien, Israel und den USA vertreten ist.
Shlomo Carlebach wuchs zusammen mit seinem Zwillingsbruder Eli Chaim Carlebach zunächst in Berlin auf, dort hatte sein Vater Hartwig Naphtali Carlebach (1889–1967) eine Rabbinatsstelle in der Synagoge Passauer Straße, im ältesten und angesehensten Synagogenverein des Berliner Westens. Seine Mutter Pauline (auch: Paula), geb. Cohn, stammte aus Basel.
Am 16. November 1930 wurde, infolge einer Nachbesetzung, sein Vater von der Israelitischen Kultusgemeinde Baden bei Wien zum Oberrabbiner der zu jener Zeit drittgrößten jüdischen Gemeinde Österreichs gewählt. Die Familie zog nach Baden, wo Hartwig Carlebach am 9. August 1931 in sein Amt eingeführt wurde. Noch im Dezember 1937 feierten Shlomo und sein Bruder in der Synagoge Baden ihre Bar Mitzwah.

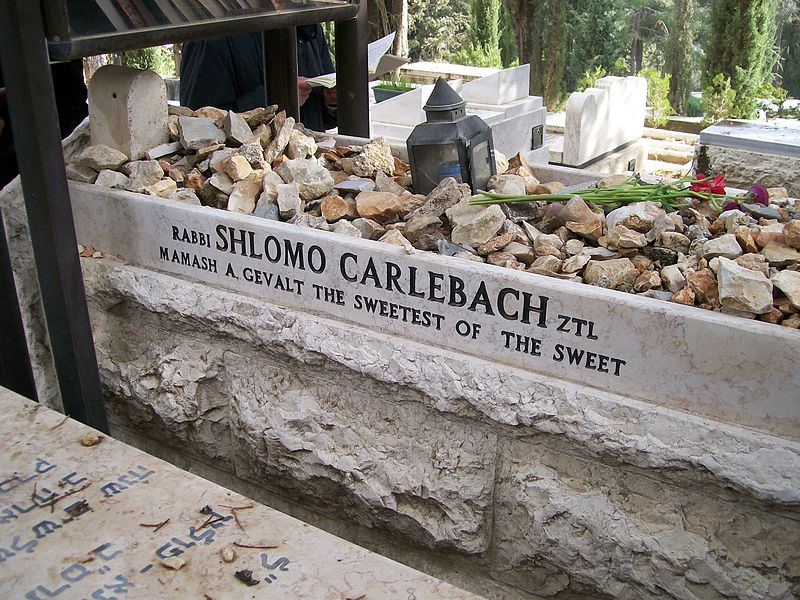
Grab auf dem Friedhof Har HaMenuchot in Jerusalem

Nach dem Anschluss Österreichs flüchtete die Familie am 14. Juli 1938 aus Baden und kam, über Litauen, schließlich 1939 nach New York City.
Dort fand Hartwig Carlebach Anstellung in einer Synagoge in der West 79th Street und gründete 1940 am selben Ort die Carlebach Shul, wo Shlomo und sein Zwillingsbruder Eli Chaim ebenfalls lernten und arbeiteten. Darüber hinaus studierte Shlomo an verschiedenen Jeschiwot in New York und Umgebung.
Shlomo veröffentlichte mehr als 25 Alben und machte sich in den 1960er Jahren als Sänger und Komponist von israelischen, chassidischen und amerikanischen Volksliedern einen Namen. Er ging auf zahlreiche Tourneen in Großbritannien und den USA und nahm mehrere Platten auf. 1963 spielte er an der Seite von Bob Dylan und Joan Baez auf einem Festival in San Francisco. Die Carlebach Shul leitete er nach dem Tod des Vaters von 1967 bis 1980. Begraben wurde er auf dem Har HaMenuchot.
Erst nach Shlomo Carlebachs Tod wurden Vorwürfe laut, er hätte sich mehrmals Frauen anzüglich genähert und sie sexuell belästigt.
Shlomos Tochter Neshama Carlebach ist wie der Vater Musikerin und Textschreiberin und arbeitet im Stil des Vaters. Im Januar 2018 veröffentlichte sie einen offenen Brief an die Frauen, die von den Übergriffen ihres Vaters verletzt worden waren, unter der Überschrift My sisters, I hear you.

## Werke
- Shlomo’s Stories, 1996, ISBN 1-56821-960-1
- Shlomo’s Stories: Selected Tales, 1997, ISBN 1-56821-215-1
- Carlebach Haggadah: Seder Night with Reb Shlomo, 2001, ISBN 965-7108-31-4